# Michael George Francis Ventris
Michael George Francis Ventris (12 de juliol del 1922 – 6 de setembre del 1956) fou un arquitecte i estudiós de l'època clàssica anglès que, juntament amb John Chadwick, aconseguí desxifrar l'escriptura lineal B. Ventris fou educat a Suïssa i al Stowe School. Parlava sis llengües europees i podia llegir llatí i grec antic. Entrà a l'Arquitectural Association School of Architecture el 1940 i es graduà el 1948, després d'haver interromput la seva formació per servir com a navegador a la Royal Air Force. Pocs anys després de desxifrar l'escriptura lineal B entre 1951 i 1953, Ventris morí en un accident de cotxe als 34 anys.